# Юиг, Рене
Рене Юиг (фр. René Huyghe; 3 марта 1906, Аррас — 5 февраля 1997, Париж) — французский искусствовед, хранитель музейной коллекции Лувра (1927—1950), профессор Коллеж де Франс, член Французской Академии (с 1960 года).

## Биография
Рене Юиг родился 3 марта 1906 года во французском городе Аррас. В 1914 году семья переезжает в Париж. Подростком Рене много времени проводит в музеях, самостоятельно изучая живопись. Его любимыми авторами становятся Кант и Бергсон, под влиянием которых в 1921 году он формулирует собственный взгляд на психологию искусства, которую будет развивать всю свою жизнь. Отучившись в лицее Людовика Великого, поступает в Сорбонну на филологический факультет и в Школу Искусств при Лувре.
В 1927 году Рене начинает свою карьеру в Лувре хранителем коллекции и редактором архитектурного журнала. Среди его любимых художников — Теодор Руссо и Якоб ван Рёйсдал. В 1930 году Рене Юиг организует первую ретроспективную выставку работ Делакруа, ставшую первой выставкой такого масштаба, созданной национальным музеем, проводит выставку шедевров французской живописи в Лондоне, перевозит картины импрессионистов из Люксембурга в Лувр. В эти же годы под его руководством возникает Реставрационный Отдел картин из музеев Франции. Параллельно с музейной деятельностью Рене Юиг издает журнал «L’amour pour l’art» (1930), в котором публикует репродукции картин с описаниями и журнал «Quadriga» (1945).
В годы Второй Мировой Войны Рене Юиг принимает активное участие в эвакуации шедевров музея в замки Прованса. После Войны возвращается в Лувр и продолжает работу по перепланировке музейной экспозиции, организуя залы в отделе Живописи по тематикам.
В 1950 году возглавив кафедру психологии пластических искусств в Коллеж де Франс, Рене Юиг оставляет свою работу в Лувре. В 1991 году его лекции будут изданы под заголовком «Психология искусства».
3 июня 1960 года его избирают в члены Французской Академии на место Роберта Кемпа, а в 1966 году ему присуждают Премию Эразма Роттердамского. Рене Юиг продолжает работу в художественной жизни в качестве члена различных реставрационных комиссий и как президент Художественного Совета Национальных Музеев. С 1974 года занимает пост директора Музея Жакмар-Андре.
Также Рене Юиг известен как основоположник Международной Федерации фильмов об искусстве, начиная одним из первых снимать фильмы об искусстве, например, Рубенс.

## Литературная деятельность
Рене Юиг написал более 50 сочинений, которые отличают глубокое знание как античной, так и современной истории искусства, в особенности, живописи («История Современного Искусства», 1935; «Импрессионизм», «Символизм»), а также понимание жизни форм и функций искусства. Последние рассматриваются не только с точки зрения истории и эстетики, но и социологии с психологией. Например, в книге «Диалог с видимым» (1955) он подчеркивает главенство визуальных образов в западных цивилизациях, являющихся «цивилизациями образов» и, опираясь на это, предлагает новое прочтение художественных произведений. В книге «Искусство и душа» (1960) он выступает против чисто формального подхода к процессу изучения искусства, возвращая ему выразительную функцию коммуникативного акта с миром и качество отражения социальных и моральных преобразований.

## Список сочинений
- Histoire de l’art contemporain (Alcan, 1935)
- Cézanne (Plon, 1936)
- L’univers de Watteau, dans Hélène Adhémar, Watteau : sa vie, son œuvre. Catalogue des peintures et illustration (P. Tisné, 1950)
- La Peinture d’Occident Cent chefs-d’œuvre du musée du Louvre (Nouvelles éditions françaises, 1952)
- Dialogue avec le visible (Flammarion, 1955)
- L’Art et l’Homme, Vol I (editor) (Larousse, 1957) Vol II (1958) Vol III (1961)
- Ван Гог. М.: Слово, 1995 (первое издание - Van Gogh (Flammarion, 1958)).
- L’Art et l’Homme (Flammarion, 1960)
- Delacroix ou le Combat solitaire (Hachette, 1964)
- Les Puissances de l’image (Flammarion, 1965)
- Sens et destin de l’art (Flammarion, 1967)
- L’Art et le Monde moderne (ed. with Jean Rudel) 2 volumes (Larousse, 1970)
- Formes et Forces (Flammarion, 1971)
- La Relève du Réel, la peinture française au XIXe siècle, impressionnisme, symbolisme (Flammarion, 1974)
- Ce que je crois (Grasset, 1974)
- La nuit appelle l’aurore, dialogue orient-occident sur la crise contemporaine (with Daisaku Ikeda) (Flammarion, 1976)
- La Relève de l’Imaginaire, la peinture française au XIXe siècle, réalisme et romantisme (Flammarion, 1981)
- Les Signes du temps et l’Art moderne (Flammarion, 1985)
- Se perdre dans Venise (with Marcel Brion) (Arthaud, 1987)
- Psychologie de l’art, résumé des cours du Collège de France (Le Rocher, 1991)